# 佐治·高基
豪爾赫·雷苏雷西翁·梅罗迪奥（西班牙語：Jorge Resurrección Merodio，1992年1月8日—），通常被称为科克，西班牙马德里人，职业足球運動員，目前效力西甲球隊馬德里競技以及西班牙國家隊，司職中場或邊中場。
他的職業生涯到直前為止都在馬競渡過，最大特色是充沛的體力及積極搶逼的防守意識。
科克協助西班牙U21贏得2013年歐洲U-21足球錦標賽冠軍。他也在2014年為西班牙國家隊上陣全部賽事以及代表國家隊參加2014年世界盃、2018年世界盃及2022年世界盃。

## 俱樂部生涯
科克出生於西班牙首都馬德里，於8歲時加入馬德里競技受訓，並於2008-09升上一隊。首場比賽是作客對巴塞羅那，以替補身份入替保羅·阿辛卡奧。他在該賽季為馬競上陣3場比賽。
科克為俱樂部打入的第一個聯賽進球是在2011年2月26日馬德里競技主場迎戰塞維利亞，在球隊落後1:0的情況下，他在下半場2分鐘接應隊友科蘭的頭球將球頂入。將比分數追成1:1，比賽最終比分為2:2。 在這一個球季中，他替球隊上陣17場和射入兩球(2:2戰平 皇家西班牙人) 。協助綽號「床單軍團」(Los Colchoneros)的馬德里競技以第七名完成聯賽和奪得來季歐霸盃的資格。
科克憑着其出色的能力受到當時球會教練格雷戈里奧·曼薩諾重視。但賽季初俱樂部的表現不濟，更發生教練與球員之間不和的事件。曼薩諾也在季中被馬德里競技解僱。隨後俱樂部傳奇球員迪亞哥·西蒙尼走馬上任。科克得到愈來愈高的重視。終於在2012年4月29日作客貝提斯的比賽中射入他升上一隊後的第一個入球更協助球隊迫和貝迪斯2:2。 他在該季歐霸盃中替俱樂部上陣13場,當中包括在決賽中以替補身份出場對陣畢爾包的賽事，協助俱樂部大勝3:0，協助床單軍團自09-10球季後再度捧起歐霸盃的冠軍寶座。 
科克在20歲之齡已經替球會上陣達38場以及射入3球。當中包括了為俱樂部在該季西班牙國王盃決賽中上陣112分鐘，更在加時賽上半場左角球旗附近長傳助攻予隊友米蘭達頂入關鍵一球。協助俱樂部在班拿貝球場以2:1反勝皇家馬德里，奪得俱樂部自1996年來首個西班牙國王盃冠軍 他在國王盃決賽中將其擅長傳球的能力展露無遺，無論是通過定位球或開打都發揮出超乎外界預料的本色。而科克也此開始受到外界的注目。
2013年9月1日, 科克射入他在新球季的第一個入球，協助俱樂部作客2:1戰勝皇家蘇斯達。他在同年10月出色的表現讓他獲得西甲每月最佳球員獎項，同時他所屬俱樂部的主教練迪亞哥·西蒙尼也獲得每月最佳教練的獎項;接着，在2014年3月3日西甲聯賽的馬德里打吡中, 科克再次擔任救世主的角色，在比賽上半場對陣皇家馬德里的榜首大戰中協助俱樂部在落後0:1的情況下射入追平的一球，協助俱樂部最終2:2完場。也令俱樂部保持榜首的優勢。
在2014年4月9日，科克打進了他第一顆歐冠入球。同時協助俱樂部在次回合主場1:0戰勝巴塞隆拿，兩回合計1:1。 令馬競自一九七四年以後再次打入歐冠淘汰賽四強。 他在賽季中以14個助攻成為聯賽第二高助攻的球員，
科克在該賽季最後一輪的聯賽冠軍戰中表現出色，當時球隊在諾坎普球場上半場落後0:1，加上陣中主力迪亞高·哥斯達和阿爾達·圖蘭分別在上半場16和23分鐘因傷退下火線，令俱樂部奪冠形勢極不樂觀。但俱樂部在下半場開始後調整戰術，立即施以連番攻勢。在第49分鐘，加比利用角球傳予位處禁區圈的高甸頭球破網將比分1:1，也令床單軍團最終以同樣的比分奪得久違18年的西甲冠軍。他被提名為西甲年度最佳進攻中場，最後僅落敗予安德烈斯·伊涅斯塔。
2014年6月25日，科克與俱樂部延長五年合約。同年11月4日，他在歐洲冠軍聯賽小組賽作客對陣馬爾默FF打進一球，協助俱樂部以2:0擊敗對手。科克在賽後得到「全場最佳球員」的殊榮。 在歐冠16強馬競與勒沃库森的PK大戰中，科克的主射被貝恩德·萊諾救出，但仍無阻馬競晉級半準決賽。
高基在2015-16賽季開始，在11月中旬，打進一球，一個助攻。截至2016年4月中旬，在多次比賽中，經過六次決定性傳球，他達到了12個助攻的紀錄;在助攻圖表中首位，超過了巴塞羅那的路易斯·蘇亞雷斯，並被第二次當選為本月的最佳球員。
2020-21賽季，科克接近全勤的情況下，馬德里競技事隔7年再次奪得了西甲冠軍。

## 國家隊生涯

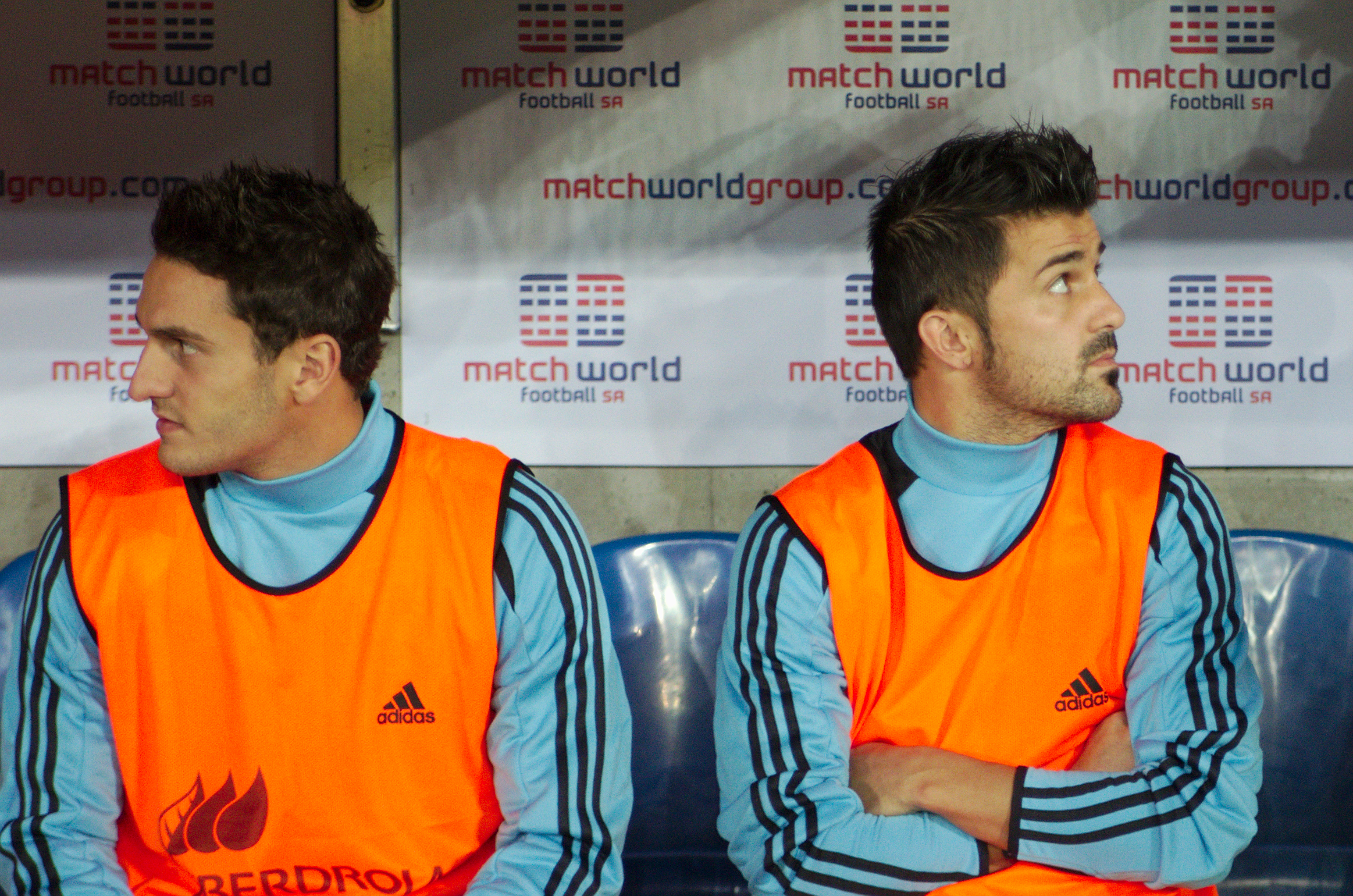
科克 (左)在2013年國家與智利的友誼賽中與隊友大衛·比利亞一同坐在替補席上

科克西班牙U20參加在哥倫比亞舉行的2011年U20世界盃足球賽的球員之一。他在16強面對韓國U20點球階段中射失點球，但無阻國家隊晉級到八強。.
科克是西班牙U23參加2012年夏季奧林匹克運動會足球比賽的球員之一。 他在小組賽中打滿三場。另外，他也代表西班牙U21參加2013年歐洲U-21足球錦標賽。 協助西班牙U21在耶路撒冷的決賽中以4:2戰勝意大利U21
科克第一次代表國家隊出戰是在2013年8月14日對陣厄瓜多爾的友誼賽中。他在最後十二分鐘入替辛迪卡蘇拿，協助國家隊以2:0勝出。 他第一次為「紅色風暴」(La Furia Roja)打滿全場的比賽是在2014年世界盃歐洲區預選賽對陣芬蘭的比賽中，最終比分為2:0。
科克在2014年世界盃入選國家隊30人大名單，最後也進入最後23人名單。 2014年6月19日,他在中場休息時以替補身份入替沙比阿朗素，當時西班牙在小組賽第二輪在馬拉簡拿球場落後智利0:2。遺憾地，科克的出場沒有為西班牙扭轉敗局，國家隊也在小組賽頭兩輪全敗後宣告提出出局。 在小組第三輪比賽對陣澳大利亞的比賽中，科克以首發身份出場，協助球隊3:0戰勝澳大利亞。
科克还被主教练胡伦·洛佩特吉选中参加2018年俄罗斯世界杯。7月1日，他是两名西班牙球员中的一名，在对阵东道主的16强枪战中失手，在莫斯科以3-4输掉了比赛。

## 數據

### 球會
截至2018年5月12日
| 球會       | 賽季       | 聯賽 | 聯賽 | 盃賽 | 盃賽 | 歐洲 | 歐洲 | 總計 | 總計 |
| 球會       | 賽季       | 上陣 | 進球 | 上陣 | 進球 | 上陣 | 進球 | 上陣 | 進球 |
| ---------- | ---------- | ---- | ---- | ---- | ---- | ---- | ---- | ---- | ---- |
|            | 2009–10    | 4    | 0    | 0    | 0    | 0    | 0    | 4    | 0    |
| 2010–11    | 17         | 2    | 2    | 0    | 0    | 0    | 19   | 2    |      |
| 2011–12    | 25         | 2    | 2    | 0    | 13   | 0    | 40   | 2    |      |
| 2012–13    | 33         | 3    | 7    | 0    | 8    | 0    | 48   | 3    |      |
| 2013–14    | 36         | 6    | 9    | 0    | 13   | 1    | 58   | 7    |      |
| 2014–15    | 34         | 2    | 6    | 0    | 9    | 2    | 49   | 4    |      |
| 2015–16    | 35         | 5    | 5    | 0    | 10   | 0    | 50   | 5    |      |
| 2016–17    | 36         | 4    | 6    | 1    | 12   | 0    | 54   | 5    |      |
| 2017–18    | 34         | 4    | 3    | 0    | 12   | 2    | 49   | 6    |      |
| 馬德里競技 | 馬德里競技 | 254  | 28   | 40   | 1    | 77   | 5    | 371  | 34   |
| 生涯總計   | 生涯總計   | 254  | 28   | 40   | 1    | 77   | 5    | 371  | 34   |

### 國家隊
最後更新：2022年6月12日
| 2013 | 7  | 0 |
| 2014 | 8  | 0 |
| 2015 | 5  | 0 |
| 2016 | 10 | 0 |
| 2017 | 6  | 0 |
| 2018 | 8  | 0 |
| 2019 | 0  | 0 |
| 2020 | 3  | 0 |
| 2021 | 14 | 0 |
| 2022 | 5  | 0 |
| 總計 | 66 | 0 |

## 榮譽

### 球會
馬德里競技
- 西甲冠軍：2013-14[35]、2020–21[36]
- 西班牙國王盃：2013年冠軍[37]
- 西班牙超級盃：2014年冠軍[38]
- 歐霸盃：2011–12冠軍[39]、2017-18冠軍
- 歐洲超級盃：2012年冠軍、2018冠軍[40]
- 歐洲冠軍聯賽：2014年、2016年亞軍[41]

### 國家隊
西班牙
2020欧洲杯 : 季军 2021年
西班牙U17
- U17世界盃足球賽：季軍 2009年

西班牙U21
- 歐洲U-21足球錦標賽：冠軍 2013年

### 個人
- 西甲每月最佳球員：2013年10月[11]
- 歐洲U-21足球錦標賽：2013最佳11人[42]

## 外部連結
- 馬德里體育會官方檔案 （西班牙文）
- 佐治·高基在Soccerway.com（英语）
- 佐治·高基在WorldFootball.net（英语）
- 佐治·高基在Soccerbase.com（英语）
- 佐治·高基在National-Football-Teams.com（英语）
- 佐治·高基在BDFutbol（英语）
- 佐治·高基在kicker（德语）
- 佐治·高基在FBref.com（英语）
- 佐治·高基在EU-Football.info（英语）
- 佐治·高基在FootballDatabase.eu（英语）
- 佐治·高基在Fussballdaten.de（德语）
- 佐治·高基在L'Équipe（法语）
- 佐治·高基在Transfermarkt（英语）
- 佐治·高基在Olympedia（英语）
- 佐治·高基在AS.com（西班牙语）